# Brasiliens Grand Prix 2011
Brasiliens Grand Prix 2011, officiellt Formula 1 Grande Prêmio Petrobras do Brasil 2011, var en Formel 1-tävling som hölls den 27 november 2011 på Autódromo José Carlos Pace i São Paulo, Brasilien. Det var den nittonde tävlingen av Formel 1-säsongen 2011 och kördes över 71 varv. Vinnare av loppet blev Mark Webber för Red Bull, tvåa blev Sebastian Vettel, även han för Red Bull, och trea blev Jenson Button för McLaren.

## Kvalet

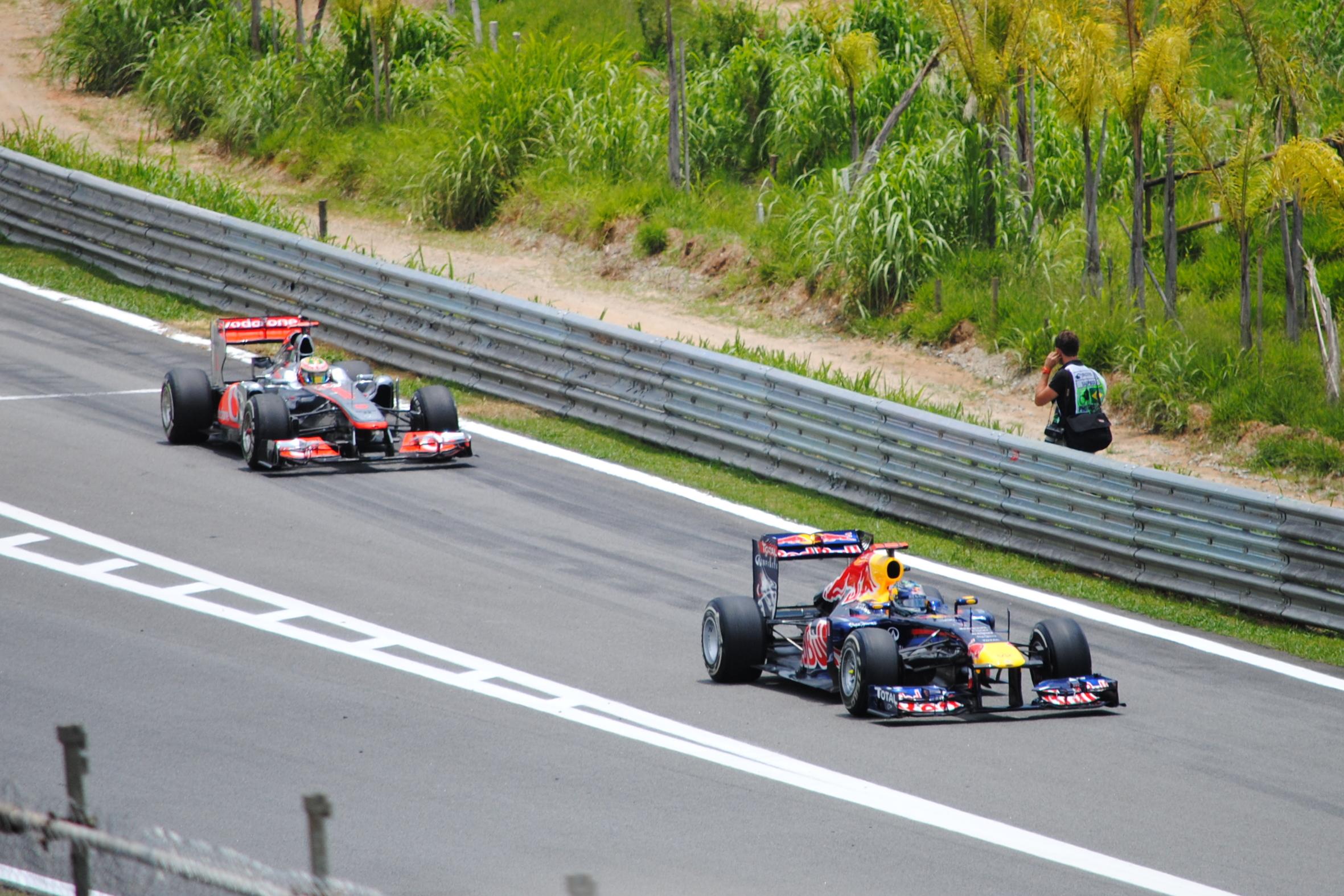
Sebastian Vettel tog pole position.

| KR. | Nr | Förare             | Konstruktör          | Q1       | Q2       | Q3        | Grid |
| --- | -- | ------------------ | -------------------- | -------- | -------- | --------- | ---- |
| 1   | 1  | Sebastian Vettel   | Red Bull-Renault     | 1.13,664 | 1.12,446 | 1.11,918  | 1    |
| 2   | 2  | Mark Webber        | Red Bull-Renault     | 1.13,467 | 1.12,658 | 1.12,099  | 2    |
| 3   | 4  | Jenson Button      | McLaren-Mercedes     | 1.13,281 | 1.12,820 | 1.12,283  | 3    |
| 4   | 3  | Lewis Hamilton     | McLaren-Mercedes     | 1.13,361 | 1.12,811 | 1.12,480  | 4    |
| 5   | 5  | Fernando Alonso    | Ferrari              | 1.13,969 | 1.12,870 | 1.12,591  | 5    |
| 6   | 8  | Nico Rosberg       | Mercedes             | 1.14,083 | 1.12,569 | 1.13,050  | 6    |
| 7   | 6  | Felipe Massa       | Ferrari              | 1.14,269 | 1.13,291 | 1.13,068  | 7    |
| 8   | 14 | Adrian Sutil       | Force India-Mercedes | 1.13,480 | 1.13,261 | 1.13,298  | 8    |
| 9   | 9  | Bruno Senna        | Renault              | 1.14,453 | 1.13,300 | 1.13,761  | 9    |
| 10  | 7  | Michael Schumacher | Mercedes             | 1.13,694 | 1.13,571 | Ingen tid | 10   |
| 11  | 15 | Paul di Resta      | Force India-Mercedes | 1.13,733 | 1.13,584 |           | 11   |
| 12  | 11 | Rubens Barrichello | Williams-Cosworth    | 1.14,117 | 1.13,801 |           | 12   |
| 13  | 19 | Jaime Alguersuari  | Toro Rosso-Ferrari   | 1.14,225 | 1.13,804 |           | 13   |
| 14  | 18 | Sébastien Buemi    | Toro Rosso-Ferrari   | 1.14,500 | 1.13,919 |           | 14   |
| 15  | 10 | Vitalij Petrov     | Renault              | 1.13,859 | 1.14,053 |           | 15   |
| 16  | 16 | Kamui Kobayashi    | Sauber-Ferrari       | 1.14,571 | 1.14,129 |           | 16   |
| 17  | 17 | Sergio Pérez       | Sauber-Ferrari       | 1.14,430 | 1.14,182 |           | 17   |
| 18  | 12 | Pastor Maldonado   | Williams-Cosworth    | 1.14,625 |          |           | 18   |
| 19  | 20 | Heikki Kovalainen  | Lotus-Renault        | 1.15,068 |          |           | 19   |
| 20  | 21 | Jarno Trulli       | Lotus-Renault        | 1.15,358 |          |           | 20   |
| 21  | 23 | Vitantonio Liuzzi  | HRT-Cosworth         | 1.16,631 |          |           | 21   |
| 22  | 22 | Daniel Ricciardo   | HRT-Cosworth         | 1.16,890 |          |           | 22   |
| 23  | 25 | Jérôme d'Ambrosio  | Virgin-Cosworth      | 1.17,019 |          |           | 23   |
| 24  | 24 | Timo Glock         | Virgin-Cosworth      | 1.17,060 |          |           | 24   |

| Vidare från första kvalrundan ▬▬ Vidare från andra kvalrundan ▬▬ |

## Loppet

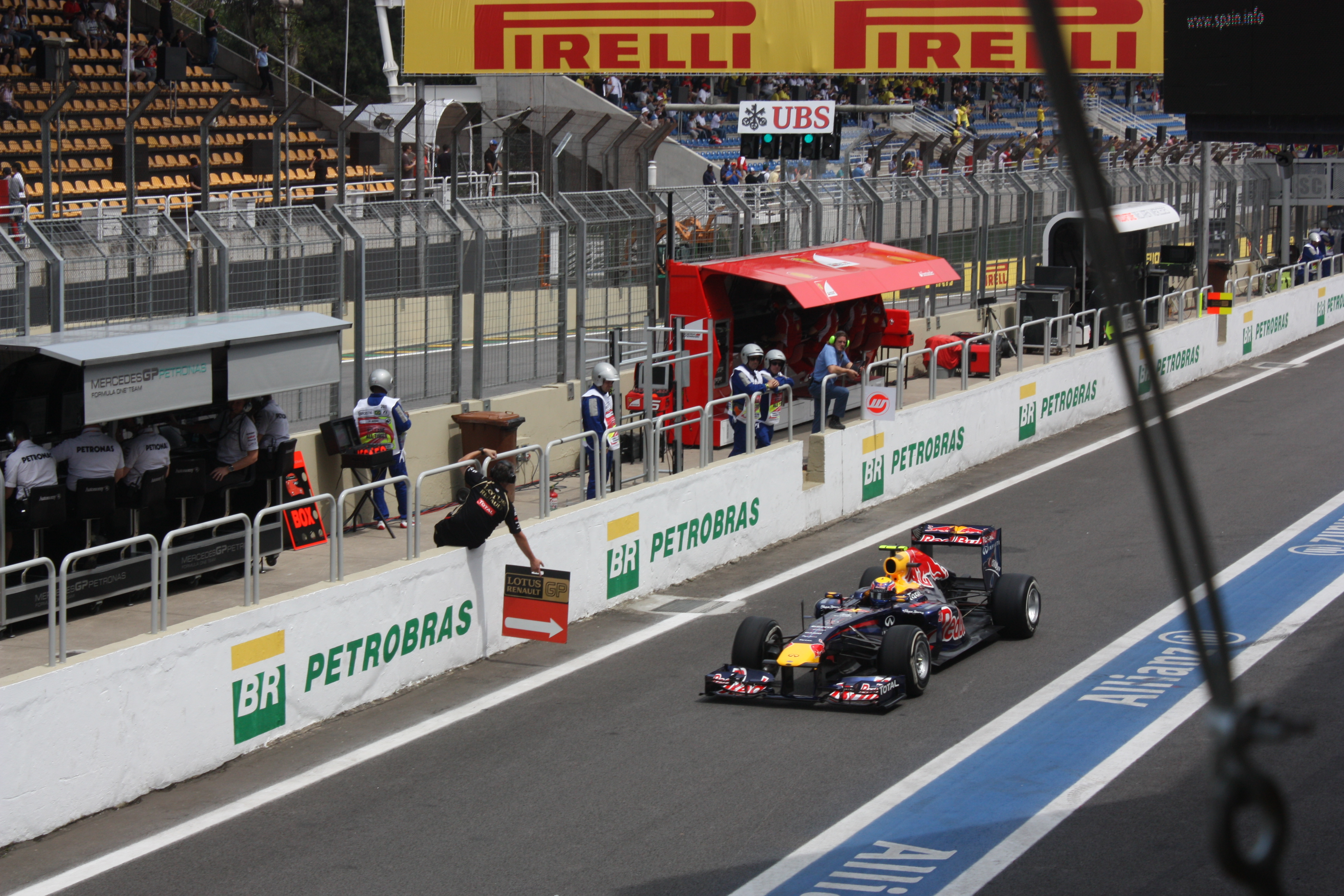
Mark Webber vann loppet.

| Pos. | Nr | Förare             | Konstruktör          | Varv | Tid         | Grid | P  |
| ---- | -- | ------------------ | -------------------- | ---- | ----------- | ---- | -- |
| 1    | 2  | Mark Webber        | Red Bull-Renault     | 71   | 1:32.17,464 | 2    | 25 |
| 2    | 1  | Sebastian Vettel   | Red Bull-Renault     | 71   | +16,983     | 1    | 18 |
| 3    | 4  | Jenson Button      | McLaren-Mercedes     | 71   | +27,638     | 3    | 15 |
| 4    | 5  | Fernando Alonso    | Ferrari              | 71   | +35,048     | 5    | 12 |
| 5    | 6  | Felipe Massa       | Ferrari              | 71   | +1.06,733   | 7    | 10 |
| 6    | 14 | Adrian Sutil       | Force India-Mercedes | 70   | +1 varv     | 8    | 8  |
| 7    | 8  | Nico Rosberg       | Mercedes             | 70   | +1 varv     | 6    | 6  |
| 8    | 15 | Paul di Resta      | Force India-Mercedes | 70   | +1 varv     | 11   | 4  |
| 9    | 16 | Kamui Kobayashi    | Sauber-Ferrari       | 70   | +1 varv     | 16   | 2  |
| 10   | 10 | Vitalij Petrov     | Renault              | 70   | +1 varv     | 15   | 1  |
| 11   | 19 | Jaime Alguersuari  | Toro Rosso-Ferrari   | 70   | +1 varv     | 13   |    |
| 12   | 18 | Sébastien Buemi    | Toro Rosso-Ferrari   | 70   | +1 varv     | 14   |    |
| 13   | 17 | Sergio Pérez       | Sauber-Ferrari       | 70   | +1 varv     | 17   |    |
| 14   | 11 | Rubens Barrichello | Williams-Cosworth    | 70   | +1 varv     | 12   |    |
| 15   | 7  | Michael Schumacher | Mercedes             | 70   | +1 varv     | 10   |    |
| 16   | 20 | Heikki Kovalainen  | Lotus-Renault        | 69   | +2 varv     | 19   |    |
| 17   | 9  | Bruno Senna        | Renault              | 69   | +2 varv     | 9    |    |
| 18   | 21 | Jarno Trulli       | Lotus-Renault        | 69   | +2 varv     | 20   |    |
| 19   | 25 | Jérôme d'Ambrosio  | Virgin-Cosworth      | 68   | +3 varv     | 23   |    |
| 20   | 22 | Daniel Ricciardo   | HRT-Cosworth         | 68   | +3 varv     | 22   |    |
| Ret  | 23 | Vitantonio Liuzzi  | HRT-Cosworth         | 61   | Generator   | 21   |    |
| Ret  | 3  | Lewis Hamilton     | McLaren-Mercedes     | 46   | Växellåda   | 4    |    |
| Ret  | 12 | Pastor Maldonado   | Williams-Cosworth    | 26   | Körde av    | 18   |    |
| Ret  | 24 | Timo Glock         | Virgin-Cosworth      | 21   | Hjul        | 24   |    |

| Förare och stall som tog poäng ▬▬ |

## Ställning efter loppet
|     | Pos. | Förare           | Poäng |
| --- | ---- | ---------------- | ----- |
| ▬   | 1    | Sebastian Vettel | 392   |
| ▬   | 2    | Jenson Button    | 270   |
| ▲ 1 | 3    | Mark Webber      | 258   |
| ▼ 1 | 4    | Fernando Alonso  | 257   |
| ▬   | 5    | Lewis Hamilton   | 227   |

|   | Pos. | Konstruktör      | Poäng |
| - | ---- | ---------------- | ----- |
| ▬ | 1    | Red Bull-Renault | 650   |
| ▬ | 2    | McLaren-Mercedes | 497   |
| ▬ | 3    | Ferrari          | 375   |
| ▬ | 4    | Mercedes         | 165   |
| ▬ | 5    | Renault          | 73    |

Noteringar:
- För mer information om säsongen och fullständiga sluttabeller, se artikeln Formel 1-VM 2011.